# Michał Pietrzak (lekkoatleta)
Michał Pietrzak (ur. 3 kwietnia 1989) – polski Olimpijczyk z Londynu, lekkoatleta, płotkarz i sprinter.
Reprezentant Polski na XXX Letnie Igrzyska Olimpijskie w Londynie 2012.
Wielokrotny medalista mistrzostw Polski w kategoriach seniorów, młodzieżowców, juniorów i młodzików. Największy sukces w dotychczasowej karierze odniósł podczas rozegranych w 2014 roku Mistrzostwach Europy Seniorów w Zurychu, kiedy to zdobył srebrny medal w sztafecie 4 x 400 metrów oraz 4 miejsce Halowych Mistrzostw Świata Sopot 2014.
Podczas XXX Letnich Igrzysk Olimpijskich w Londynie zajął 9 miejsce w półfinale sztafety 4x400m.
W kategorii U23 dwukrotnie zdobył medale Młodzieżowych Mistrzostw Europy- złoty w 2009 roku w Kownie oraz srebrny w 2011 w Ostrawie. 
W kategorii juniora 5 zawodnik Mistrzostw Świata Juniorów Bydgoszcz 2008r. 
Od 2008 roku zawodnik AZS AWF Katowice pod opieką Trenera prof. Janusza Iskry.
Przed rokiem 2008 zawodnik MUKS EXPOM Krośniewice Trenera Waldemara Pietrzaka, pod opieką którego wywalczył złoty medal Halowych Mistrzostw Polski Juniorów Spała 2008, srebrny medal Mistrzostw Polski Juniorów w biegu na 400m ppł. Srebrny medal Mistrzostw Polski młodzików Świecie 2004 w biegu na 300m.
Zwycięzca I edycji Samsung Cup 2004 w biegu na 300m oraz Mistrz Otwartych Mistrzostw Norwegii w biegu na 300m oraz 100m w swojej kategorii wiekowej Lillehammer 2004 oraz Mistrz Skandynawii Göteborg 2004 w biegu na 300m. 
Trzykrotny srebrny medalista Ogólnopolskiego Finału Czwartków Lekkoatletycznych w biegu na 100m i 300m w latach 1999-2001.
Twarz kampanii 4F wiosna/lato 2013 promującej Polski Związek Lekkiej Atletyki.

## Rekordy życiowe
- bieg na 400 metrów przez płotki – 50,84 (2013)
- bieg na 300 metrów – 34,67 (2008)
- bieg na 400 metrów – 45,96 (2016)
- bieg na 400 metrów (hala) – 47,26 (2014)